# Prenez soin du chien
 (avril 2015).
Prenez soin du chien est un roman policier humoristique de J.M. Erre publié en 2006 aux éditions Buchet-Chastel, et en poche chez Points Seuil en 2007
Il s'agit du premier livre de J.M. Erre, auteur d'une série de romans aux éditions Buchet-Chastel.

## Résumé
À Paris, rue de la Doulce Belette, dans deux immeubles qui se font face, les locataires s'observent, s'espionnent et se détestent. Ils ont pour noms Max Corneloup, auteur de romans-feuilletons ; Eugène Fluche, peintre sur œufs ; Monsieur Zamora, cinéaste maudit ; Lazare Montagnac, auteur de romans érotiques ; les concierges, Mmes Ladoux et Polenta, et quelques autres tout aussi déjantés. 
Leur petit jeu va entraîner en cascade des catastrophes plus loufoques les unes que les autres, l'angoisse va s'emparer des esprits, un premier cadavre sera découvert, et le commissaire Taneuse va mener l'enquête...

## Le style
Prenez soin du chien est un récit de suspense et d'humour dans lequel l'auteur met en place une structure fragmentaire (extraits de journaux intimes, de lettres, de mails, d'articles) permettant une succession de séquences courtes et dynamiques. La dimension ludique y est omniprésente.